# 인사이드 디 액터스 스튜디오
인사이드 디 액터스 스튜디오(Inside the Actors Studio)는 미국의 케이블 TV 방송국 BravoTV에서 방영되는 토크쇼이다. 주로 배우 및 영화 감독의 인터뷰를 주요 내용으로 하고 있다. 1994년 8월 14일부터 현재까지 방송중이다.